# Huanghuazhen (ort i Kina, Zhejiang Sheng, lat 27,99, long 120,93)
Huanghuazhen (kinesiska: Huang-hua-ts’un, 黄华镇) är en ort i Kina. Den ligger i provinsen Zhejiang, i den östra delen av landet, omkring 260 kilometer söder om provinshuvudstaden Hangzhou. Antalet invånare är 36 546. Befolkningen består av 17 633 kvinnor och 18 913 män. Barn under 15 år utgör 16,0 %, vuxna 15-64 år 74 %, och äldre över 65 år 8,0 %.
Närmaste större samhälle är Liushi, 7,4 km norr om Huanghuazhen. 
Genomsnittlig årsnederbörd är 2 185 millimeter. Den regnigaste månaden är juni, med i genomsnitt 294 mm nederbörd, och den torraste är januari, med 75 mm nederbörd.